# Movimento Quit India
O Movimento Quit India, ou o India August Movement, foi um movimento lançado na sessão de Bombaim do Comitê do Congresso da Índia por Mahatma Gandhi em 8 de agosto de 1942, durante a Segunda Guerra Mundial, exigindo o fim da dominação britânica da Índia.
Após a Missão Cripps (ver abaixo) falhar, em 8 de agosto de 1942 Mahatma Gandhi fez um chamado denominado Do or Die em Bombay, no Gowalia Tank Maidan. O Comitê do Congresso All India lançou um protesto em massa exigindo o que Gandhi chamou de "Um Ordenado Retirada Britânica" da Índia. Mesmo sendo tempo de guerra, os ingleses estavam preparados para agir. Quase toda a liderança do Congresso Nacional Indiano foi aprisionada sem julgamento poucas horas depois do discurso de Gandhi. A maioria passava o resto da guerra na prisão e fora de contato com as massas. Os britânicos tiveram o apoio do Conselho do Vice-rei (que tinha a maioria dos indianos), da Liga Muçulmana de Toda a Índia, dos estados principescos, da Polícia Imperial Indiana, do Exército Indiano Britânico e do Serviço Civil Indiano. Muitos empresários indianos que lucravam com gastos pesados durante a guerra não apoiavam o movimento Quit India. Muitos estudantes prestaram mais atenção a Subhas Chandra Bose, que estava no exílio e apoiava os Poderes do Eixo. O único apoio externo veio dos americanos, quando o presidente Franklin D. Roosevelt pressionou o primeiro-ministro Winston Churchill a ceder a algumas das exigências indianas. A campanha da Quit India foi efetivamente esmagada. Os britânicos se recusaram a conceder independência imediata, dizendo que isso só poderia acontecer depois que a guerra terminasse.
Ocorreram violências esporádicas de pequena escala em todo o país e os britânicos prenderam dezenas de milhares de líderes, mantendo-os presos até 1945. Em termos de objetivos imediatos, a Quit India faliu devido à repressão violenta, à fraca coordenação e à falta de um programa claro de ação. No entanto, o governo britânico percebeu que a Índia era ingovernável a longo prazo devido ao custo da Segunda Guerra Mundial, e a questão para o pós-guerra tornou-se a saída graciosa e pacífica.

Em 1992, o Reserve Bank of India emitiu uma moeda comemorativa de 1 rupia para marcar o Jubileu de Ouro do Movimento Quit India.

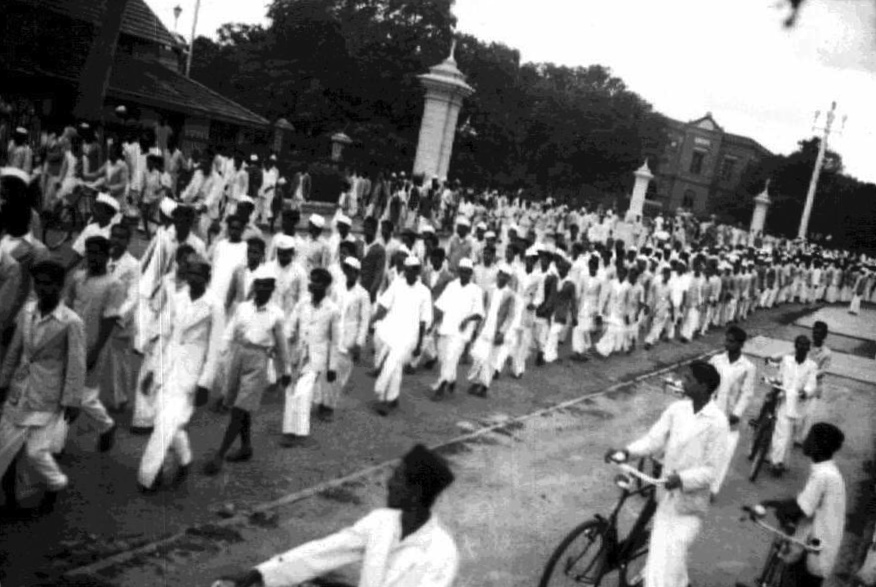
Procissão em Bangalore durante o Movimento Quit India

## Segunda Guerra Mundial e envolvimento indiano
Em 1939, os nacionalistas indianos ficaram furiosos porque o governador-geral britânico da Índia, Lord Linlithgow, trouxe a Índia para a guerra sem consultá-los. A Liga Muçulmana apoiou a guerra, mas o Congresso estava dividido.
Com a eclosão da guerra, o Partido do Congresso aprovou uma resolução durante a reunião de Wardha do comitê de trabalho em setembro de 1939, apoiando condicionalmente a luta contra o fascismo, mas foi rejeitado quando eles pediram a independência em troca.

### Missão de Cripps
Em março de 1942, diante de um subcontinente insatisfeito apenas relutantemente participando da guerra e da deterioração da situação de guerra na Europa e com a crescente insatisfação entre as tropas indianas e entre a população civil no subcontinente, o governo britânico enviou uma delegação para Índia sob Stafford Cripps, o líder da Câmara dos Comuns, no que veio a ser conhecido como a missão Cripps. O objetivo da missão era negociar com o Congresso Nacional Indiano um acordo para obter total cooperação durante a guerra, em troca da devolução e distribuição do poder da coroa e do vice-rei e uma legislatura indiana eleita. As negociações fracassaram, pois não atenderam à demanda fundamental de um cronograma de autogoverno e dos poderes a serem renunciados, essencialmente fazendo uma oferta de status de domínio limitado que era inaceitável para o movimento indiano.

## Resolução para independência imediata
A reunião do Comitê de Trabalho do Congresso em Wardha (14 de julho de 1942) aprovou uma resolução exigindo a independência total do governo britânico. O projeto propunha uma desobediência civil massiva se os britânicos não atendessem às exigências.
No entanto, provou ser polêmico dentro do partido. Um proeminente líder nacional do Congresso, Chakravarti Rajgopalachari, renunciou ao Congresso por causa dessa decisão, assim como alguns organizadores locais e regionais. Jawaharlal Nehru e Maulana Azad estavam apreensivos e críticos da chamada, mas apoiaram e mantiveram a liderança de Gandhi até o fim. Sardar Vallabhbhai Patel, Rajendra Prasad e Anugrah Narayan Sinha apoiaram aberta e entusiasticamente esse movimento de desobediência, assim como muitos gandhianos veteranos e socialistas como Asoka Mehta e Jayaprakash Narayan.

Allama Mashriqi (chefe do Khaksar Tehrik ) foi convocado por Jawaharlal Nehru para se juntar ao Movimento Quit India. Mashriqi estava apreensivo com o resultado e não concordou com a resolução do Comitê de Trabalho do Congresso. Em 28 de julho de 1942, Allama Mashriqi enviou o seguinte telegrama para Maulana Abul Kalam Azad, Khan Abdul Ghaffar Khan, Mahatma Gandhi, C. Rajagopalachari, Jawaharlal Nehru, Rajendra Prasad e Pattabhi Sitaramayya. Ele também enviou uma cópia para Bulusu Sambamurti (ex-presidente da Assembleia de Madras). O telegrama foi publicado na imprensa, e dizia:
Recebi a carta de Pandit Jawaharlal Nehru de 8 de julho. Minha opinião honesta é que o Movimento de Desobediência Civil é um pouco prematuro. O Congresso deve primeiro conceder de coração aberto com um aperto de mão à Liga Muçulmana e o Paquistão teórico, e depois disso todos os partidos em conjunto reivindicam o fim da Índia. Se os britânicos se recusarem, comece a desobediência total. 
A resolução dizia:
O comitê, portanto, resolve sancionar para a reivindicação do direito inalienável da Índia à liberdade e independência, o início de uma luta de massas em linhas não violentas na escala mais ampla possível, para que o país possa utilizar todas as forças não violentas de que dispõe reuniu durante os últimos 22 anos de luta pacífica... eles [o povo] devem lembrar que a não violência é a base do movimento.

## Oposição ao Movimento Quit India
Vários grupos políticos ativos durante o Movimento de Independência da Índia se opuseram ao Movimento Quit India. Estes incluíam a Liga Muçulmana, o Hindu Mahasabha, o Partido Comunista da Índia e estados principescos.

## Violência

Piquete em frente à Faculdade de Medicina de Bengaluru

De acordo com John F. Riddick, de 9 de agosto de 1942 a 21 de setembro de 1942, o Movimento Quit India:
Atacou 550 agências de correios, 250 estações ferroviárias, danificou muitas linhas ferroviárias, destruiu 70 delegacias de polícia e incendiou ou danificou 85 outros edifícios do governo. Houve cerca de 2 500 casos de fios de telégrafo sendo cortados. O maior nível de violência ocorreu em Bihar. O governo da Índia implantou 57 batalhões de tropas britânicas para restaurar a ordem.
Em nível nacional, a falta de liderança significava que a capacidade de galvanizar a rebelião era limitada. O movimento teve impacto local em algumas áreas, especialmente em Satara em Maharashtra, Talcher em Odisha e Midnapore. Nas subdivisões de Tamluk e Contai de Midnapore, a população local teve sucesso em estabelecer governos paralelos, que continuaram a funcionar, até que Gandhi pediu pessoalmente aos líderes que se dispersassem em 1944. Um menor levante ocorreu em Ballia, agora o distrito mais oriental de Uttar Pradesh. As pessoas derrubaram a administração distrital, arrombaram a prisão, libertaram os líderes do Congresso presos e estabeleceram seu próprio governo independente. Demorou semanas até que os britânicos pudessem restabelecer seu mandato no distrito. De especial importância em Saurashtra (no oeste de Gujarat) foi o papel da tradição 'baharvatiya' da região (ou seja, ir fora da lei) que estimulou as atividades de sabotagem do movimento lá. Na zona rural de Bengala ocidental, o Movimento Quit India foi alimentado pelo ressentimento dos camponeses contra os novos impostos de guerra e as exportações forçadas de arroz. Houve resistência aberta ao ponto da rebelião em 1942 até que a grande fome de 1943 suspendeu o movimento.

## Supressão do movimento
Uma das conquistas importantes do movimento foi manter o partido do Congresso unido em todas as provações e tribulações que se seguiram. Os britânicos, já alarmados com o avanço do exército japonês na fronteira Índia-Birmânia, responderam prendendo Gandhi. Todos os membros do Comitê de Trabalho do Partido (direção nacional) também foram presos. Devido à prisão de grandes líderes, um jovem e até então relativamente desconhecido Aruna Asaf Alipresidiu a sessão da AICC em 9 de agosto e içou a bandeira; mais tarde, o partido do Congresso foi banido. Essas ações só criaram simpatia pela causa entre a população. 
Os britânicos responderam rapidamente com detenções em massa. Mais de 100 000 prisões foram feitas, multas em massa foram aplicadas e os manifestantes foram submetidos a açoites públicos. Centenas de civis foram mortos na violência, muitos deles baleados pelo exército policial. Muitos líderes nacionais passaram à clandestinidade e continuaram sua luta transmitindo mensagens em estações de rádio clandestinas, distribuindo panfletos e estabelecendo governos paralelos. O sentimento britânico de crise era forte o suficiente para que um navio de guerra fosse especificamente colocado de lado para tirar Gandhi e os líderes do Congresso da Índia, possivelmente para a África do Sul ou Iêmen, mas no final das contas não deu esse passo por medo de intensificar a revolta.
A liderança do Congresso foi isolada do resto do mundo por mais de três anos. A esposa de Gandhi, Kasturbai Gandhi, e seu secretário pessoal Mahadev Desai morreram em meses e a saúde de Gandhi estava piorando, apesar disso, Gandhi fez um jejum de 21 dias e manteve sua resolução de resistência contínua. Embora os britânicos tenham libertado Gandhi por conta de sua saúde em 1944, ele manteve a resistência, exigindo a libertação da liderança do Congresso.
No início de 1944, a Índia estava pacífica novamente, enquanto a liderança do Congresso ainda estava encarcerada. A sensação de que o movimento fracassou deprimiu muitos nacionalistas, enquanto Jinnah e a Liga Muçulmana, bem como oponentes do Congresso como Rashtriya Swayamsevak Sangh e o hindu Mahasabha buscavam ganhar milhagem política, criticando Gandhi e o Partido do Congresso.